# Leikanger
Leikanger è centro abitato della Norvegia situato nella municipalità di Sogndal nella contea di Vestland. 
Già comune autonomo situato nella contea di Sogn og Fjordane, dal 1º gennaio 2020 fa parte del comune di Sogndal.
Ai fini statistici viene considerato un unico nucleo abitato insieme alla vicina cittadina di Hermansverk, un tempo capoluogo dell'abolito comune e della contea.